# Cenhe (köpinghuvudort i Kina, Hubei Sheng, lat 30,27, long 112,37)
Cenhe är en köpinghuvudort i Kina. Den ligger i provinsen Hubei, i den centrala delen av landet, omkring 190 kilometer väster om provinshuvudstaden Wuhan. Antalet invånare är 47 121. Befolkningen består av 23 170 kvinnor och 23 951 män. Barn under 15 år utgör 11,0 %, vuxna 15-64 år 79 %, och äldre över 65 år 9,0 %.
Runt Cenhe är det tätbefolkat, med 369 invånare per kvadratkilometer. Närmaste större samhälle är Shashi, 12,7 km väster om Cenhe. Trakten runt Cenhe består till största delen av jordbruksmark.
Genomsnittlig årsnederbörd är 1 247 millimeter. Den regnigaste månaden är maj, med i genomsnitt 183 mm nederbörd, och den torraste är december, med 19 mm nederbörd.